# Мон-рал
Мон-рал (кат. Mont-ral) - місто, розташоване в Автономній області Каталонія в Іспанії. 
Знаходиться у районі (кумарці) Ал Камп провінції Таррагона, згідно з новою адміністративною реформою перебуватиме у складі баґарії Камп да Таррагона.

## Населення
Населення міста (у 2007 р.) становить 182 осіб (з них менше 14 років - 9,3%, від 15 до 64 - 80,2%, понад 65 років - 
10,4%). У 2006 р. народжуваність склала 1 осіб, смертність - 1 осіб, кількість одружень - 4
(у 2006 р.). У 2001 р. активне населення становило 79 осіб, з них безробітних - 9 осіб. 

Серед осіб, які проживали на території міста у 2001 р., 110 осіб народилися в Каталонії (з них
35 осіб у тому самому районі, або кумарці), 38 осіб приїхало з інших областей Іспанії, а 6 осіб приїхало з-за кордону. 

Університетську освіту має 17,2
% усього населення. 

У 2001 р. нараховувалося 67 домогосподарств (з них 41,8% складалися з однієї особи, 25,4% з двох осіб,
16,4% з 3 осіб, 10,4% з 4 осіб, 1,5% з 5 осіб, 0
% з 6 осіб, 1,5% з 7 осіб, 1,5% з 8 осіб і 1,5% з 9 і більше осіб).

Активне населення міста у 2001 р. працювало у таких сферах діяльності : у сільському господорстві - 11,4%, у промисловості - 20%, на будівництві - 5,7% і у сфері обслуговування -
62,9%. 

 У муніципалітеті або у власному районі (кумарці) працює 27 осіб, поза районом - 49 осіб. 

### Безробіття
У 2007 р. нараховувалося 4 безробітних (у 2006 р. - 3 безробітних), з них чоловіки становили 50%, а жінки -
50%.

## Економіка

### Підприємства міста

#### Промислові підприємства
| \| Промислові підприємства міста, за сферою діяльності \| Промислові підприємства міста, за сферою діяльності \| Промислові підприємства міста, за сферою діяльності \| \| Рік \| 2002 р. \| 2001 р. \| \| --------------------------------------------------- \| --------------------------------------------------- \| --------------------------------------------------- \| \| Енергетичні та водні ресурси \| 71,4% \| 83,3% \| \| Хімія та метали \| 0,0% \| 0,0% \| \| Переробка металів \| 0,0% \| 0,0% \| \| Продукти харчування \| 14,3% \| 16,7% \| \| Текстиль \| 14,3% \| 0,0% \| \| Виробництво меблів, видання \| 0,0% \| 0,0% \| \| Інше \| 0,0% \| 0,0% \| \| Усього підприємств \| 7 \| 6 \| |         |         |
| Промислові підприємства міста, за сферою діяльності |         |         |
| Рік | 2002 р. | 2001 р. |
| Енергетичні та водні ресурси | 71,4%   | 83,3%   |
| Хімія та метали | 0,0%    | 0,0%    |
| Переробка металів | 0,0%    | 0,0%    |
| Продукти харчування | 14,3%   | 16,7%   |
| Текстиль | 14,3%   | 0,0%    |
| Виробництво меблів, видання | 0,0%    | 0,0%    |
| Інше | 0,0%    | 0,0%    |
| Усього підприємств | 7       | 6       |

#### Сфера послуг
| \| Підприємства міста, що працюють у сфері послуг, за діяльністю \| Підприємства міста, що працюють у сфері послуг, за діяльністю \| Підприємства міста, що працюють у сфері послуг, за діяльністю \| \| Рік \| 2002 р. \| 2001 р. \| \| ------------------------------------------------------------- \| ------------------------------------------------------------- \| ------------------------------------------------------------- \| \| Гуртова торгівля \| 12,5% \| 12,5% \| \| Готелі та готельний бізнес \| 50,0% \| 50,0% \| \| Транспорт та зв'язок \| 25,0% \| 25,0% \| \| Посередницькі фінансові послуги \| 0,0% \| 0,0% \| \| Послуги підприємствам \| 0,0% \| 0,0% \| \| Послуги фізичним особам \| 12,5% \| 12,5% \| \| Нерухомість та ін. \| 0,0% \| 0,0% \| \| Усього підприємств \| 8 \| 8 \| |         |         |
| Підприємства міста, що працюють у сфері послуг, за діяльністю |         |         |
| Рік | 2002 р. | 2001 р. |
| Гуртова торгівля | 12,5%   | 12,5%   |
| Готелі та готельний бізнес | 50,0%   | 50,0%   |
| Транспорт та зв'язок | 25,0%   | 25,0%   |
| Посередницькі фінансові послуги | 0,0%    | 0,0%    |
| Послуги підприємствам | 0,0%    | 0,0%    |
| Послуги фізичним особам | 12,5%   | 12,5%   |
| Нерухомість та ін. | 0,0%    | 0,0%    |
| Усього підприємств | 8       | 8       |

## Житловий фонд
У 2001 р. 11,9% усіх родин (домогосподарств) мали житло метражем до 59 м², 19,4% - від 60 до 89 м², 32,8% - від 90 до 119 м² і
35,8% - понад 120 м².

З усіх будівель у 2001 р. 8,8% було одноповерховими, 91,2% - двоповерховими, 0
% - триповерховими, 0% - чотириповерховими, 0% - п'ятиповерховими, 0% - шестиповерховими,
0% - семиповерховими, 0% - з вісьмома та більше поверхами.

## Автопарк
| \| Автомобілі, зареєстровані у місті, за призначенням \| Автомобілі, зареєстровані у місті, за призначенням \| Автомобілі, зареєстровані у місті, за призначенням \| \| Рік \| 2006 р. \| 2005 р. \| \| -------------------------------------------------- \| -------------------------------------------------- \| -------------------------------------------------- \| \| Приватні автомобілі \| 55,8% \| 55,8% \| \| Мотоцикли \| 7,1% \| 6,2% \| \| Вантажівки \| 34,5% \| 36,3% \| \| Трактори \| 0,0% \| 0,0% \| \| Автобуси та ін. \| 2,7% \| 1,8% \| \| Усього автомобілів \| 113 шт. \| 113 шт. \| |         |         |
| Автомобілі, зареєстровані у місті, за призначенням |         |         |
| Рік | 2006 р. | 2005 р. |
| Приватні автомобілі | 55,8%   | 55,8%   |
| Мотоцикли | 7,1%    | 6,2%    |
| Вантажівки | 34,5%   | 36,3%   |
| Трактори | 0,0%    | 0,0%    |
| Автобуси та ін. | 2,7%    | 1,8%    |
| Усього автомобілів | 113 шт. | 113 шт. |

## Вживання каталанської мови
У 2001 р. каталанську мову у місті розуміли 100% усього населення (у 1996 р. - 99,3%), вміли говорити нею 94,7% (у 1996 р. - 
90,8%), вміли читати 96% (у 1996 р. - 90,8%), вміли писати 69,5
% (у 1996 р. - 76,8%). Не розуміли каталанської мови 0%.

## Політичні уподобання
У виборах до Парламенту Каталонії у 2006 р. взяло участь 88 осіб (у 2003 р. - 111 осіб). Голоси за політичні сили розподілилися таким чином:
| \| Вибори до Парламенту Каталонії \| Вибори до Парламенту Каталонії \| Вибори до Парламенту Каталонії \| \| Рік \| 2006 р. \| 2003 р. \| \| -------------------------------------- \| ------------------------------ \| ------------------------------ \| \| Конвергенція та Єднання (CiU) \| 29,5% \| 35,1% \| \| Соціалістична партія Каталонії (PSC) \| 11,4% \| 18,9% \| \| Народна партія (PP) \| 9,1% \| 5,4% \| \| Ініціатива за зелену Каталонію (IC) \| 18,2% \| 11,7% \| \| Республіканська лівиця Каталонії (ERC) \| 25,0% \| 28,8% \| \| Громадянська партія (C's) \| 3,4% \| 0,0% \| \| Інші \| 3,4% \| 0% \| |         |         |
| Вибори до Парламенту Каталонії |         |         |
| Рік | 2006 р. | 2003 р. |
| Конвергенція та Єднання (CiU) | 29,5%   | 35,1%   |
| Соціалістична партія Каталонії (PSC) | 11,4%   | 18,9%   |
| Народна партія (PP) | 9,1%    | 5,4%    |
| Ініціатива за зелену Каталонію (IC) | 18,2%   | 11,7%   |
| Республіканська лівиця Каталонії (ERC) | 25,0%   | 28,8%   |
| Громадянська партія (C's) | 3,4%    | 0,0%    |
| Інші | 3,4%    | 0%      |